# Cantando por amor
Cantando por amor es el tercer álbum de estudio como solista de la cantautora chilena Isabel Parra, hija de Violeta Parra, lanzado en 1969 por su propio sello discográfico Peña de los Parra, creado el año anterior junto a su hermano Ángel Parra, y distribuido por el sello DICAP.
Este es el primero de sus álbumes bajo estos sellos discográficos, así como el primero en poseer una carátula diseñada por Vicente + Antonio Larrea, diseñadores gráficos autores de muchas carátulas de esa época. La mayoría de las canciones son composiciones de Isabel y su madre.

## Lista de canciones
| Lado A |                                                        |                      |                      |          |  |
| N.º    | Título                                                 | Música               | Escritor(es)         | Duración |  |
| 1.     | «Ruego»                                                | Isabel Parra         | Isabel Parra         | 3:35     |  |
| 2.     | «Amores bailando» (sirilla)                            | Isabel Parra         | Isabel Parra         | 2:26     |  |
| 3.     | «Yo también quiero casarme» (polca)                    | tradicional chilena  | tradicional chilena  | 2:39     |  |
| 4.     | «Verso por desengaño» (o «No tengo la culpa, ingrato») | Violeta Parra        | Violeta Parra        | 3:21     |  |
| 5.     | «Bésame y abrázame»                                    | tradicional española | tradicional española | 1:41     |  |
| 6.     | «Ayúdeme usted» (villancico)                           | Isabel Parra         | Isabel Parra         | 2:06     |  |
| 15:48  |                                                        |                      |                      |          |  |

| Lado B |                                                               |                            |                                        |           |  |
| N.º    | Título                                                        | Música                     | Escritor(es)                           | Duración  |  |
| 7.     | «Según el favor del viento Señora, si voy al campo» (cueca *) | Violeta Parra Isabel Parra | Violeta Parra Tito Rojas, Isabel Parra | 2:17 1:35 |  |
| 8.     | «El desconfiado» (cueca)                                      | Isabel Parra               | Isabel Parra                           | 1:48      |  |
| 9.     | «¿Por qué será Dios del cielo?» (sirilla)                     | Violeta Parra              | Violeta Parra                          | 3:46      |  |
| 10.    | «Cantando por amor»                                           | Isabel Parra               | Tito Rojas                             | 2:56      |  |
| 11.    | «Canción de cuna»                                             | Isabel Parra               | Tito Rojas                             | 1:55      |  |
| 12.    | «Mazúrquica modérnica»                                        | Violeta Parra              | Violeta Parra                          | 1:46      |  |
| 16:03  |                                                               |                            |                                        |           |  |

(*) Si bien en la contratapa del disco aparecen dos temas juntos en la pista número 7, en las etiquetas del lado B del vinilo son los temas «Señora, si voy al campo» y «El desconfiado» los que aparecen juntos, conformando la pista 8.

## Créditos
- Vicente + Antonio Larrea: diseño gráfico[5]